# Młoda Europa (organizacja)
Młoda Europa – międzynarodowa organizacja rewolucyjna założona w Bernie 12 kwietnia 1834 przez Giuseppe Mazziniego. Utworzone później sekcje miały autonomię wewnętrzną.
W jej skład wchodziły Młode Włochy, Młode Niemcy, Młoda Francja, Młoda Szwajcaria, Młoda Hiszpania, Młoda Polska.
Celem było stworzenie Europy wolnych, republikańskich państw wzajemnie się popierających. Występowali przeciwko reakcyjnym rządom i Świętemu Przymierzu jako gwarantowi porządku wiedeńskiego.

## Literatura
- Stanisław Grodziski - „W Królestwie Galicji i Lodomerii”, Kraków 1976